# Ионов, Вячеслав Николаевич
Вячесла́в Никола́евич Ио́нов (26 июня 1940, Москва, РСФСР, СССР — 25 июня 2012) — советский гребец на байдарках, олимпийский чемпион 1964 года, чемпион мира, заслуженный мастер спорта СССР (1964). Заслуженный тренер СССР (1976).
Жил в городе Раменское Московской области. Похоронен на Дементьевском кладбище города Раменское (участок № 10).

## Спортивная карьера
- Олимпийский чемпион 1964 в гребле на байдарке-четвёрке (с Н. Чужиковым, В. Морозовым и А. Гришиным) на дистанции 1000 м
- Чемпион мира 1966 (байдарка-четверка; 10000 м)
- Чемпион Европы 1967 (байдарка-четверка; 10000 м)
- Серебряный призёр чемпионата Европы 1967 (байдарка-четверка; 1000 м)
- 10-кратный чемпион СССР: 1961 — 1971 годов на различных дистанциях в составе разных экипажей.